# شناور (دریانوردی)
شناورها (انگلیسی: Float) (که به آنها پانتون نیز گفته می‌شود) ساختارهای توخالی دربسته‌ای هستند که به مخزن‌های تحت فشار شبیه هستند و برای ایجاد شناور ماندن در آب طراحی شده‌اند. کاربردهای اصلی آنها در بدنه کشتی، هواپیمای آب‌نشین، اسکله شناور، دوبه‌ها، راهروهای شناور و کاربردهای مهندسی دریایی مانند نجات دریایی است.
در اصطلاح عمومی رایج اجسام مختلفی که از شناورها استفاده می‌کنند اغلب به‌عنوان پانتوون شناخته می‌شوند.

## کاربرد

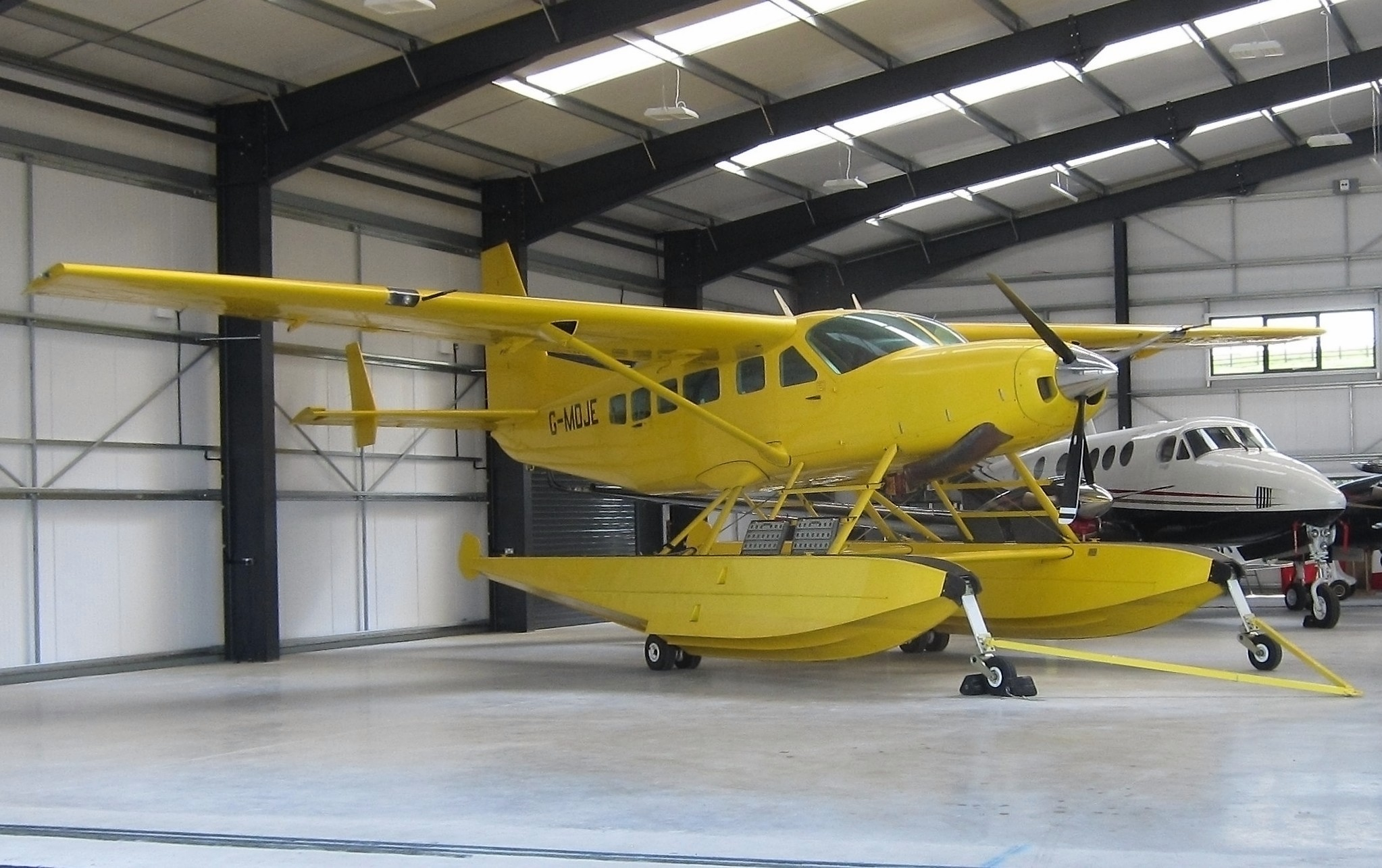
شناورهای به‌کار رفته در بدنهٔ یک هواپیمای آب‌نشین

شناورها بدنهٔ چند قسمتی قایق‌های دوبدنه و چندبدنه را تشکیل می‌دهند و عامل شناوری را برای هواپیماهای شناور، هواپیماهای دریایی٬ حوض‌های شناور  و قایق‌های خانگی فراهم می‌کنند.

## ساختار
شناورهای دریایی برای مصارف صنعتی معمولاً از فولاد ساخته می‌شوند. پانتوون‌ها به عنوان قطعاتی از کشتی و هواپیما معمولاً در پلاستیک تقویت شده با شیشه ساخته می‌شوند. سایر تکنیک‌ها شامل تکنیک‌های قایق‌سازی سنتی چوبی و همچنین تخته‌لایه روی دنده‌های چوبی یا ورق‌های فلزی روی دنده‌های فلزی (آلومینیوم یا فولاد) است که منعکس‌کننده روش رایج در هواپیما و قایق است. در بیشتر موارد، سطح عرشه در بالای پانتوون از پلاستیک تقویت شده با فایبرگلاس (GRP) یا الوار کامپوزیت ساخته شده است.